# Hydropsyche cebuensis
Hydropsyche cebuensis är en nattsländeart som beskrevs av Wolfram Mey 1998. Hydropsyche cebuensis ingår i släktet Hydropsyche och familjen ryssjenattsländor. Inga underarter finns listade i Catalogue of Life.